# حشره‌خوار آتشفشان
 حشره‌خوار آتشفشان (نام علمی: Sylvisorex vulcanorum) نام یک گونه از سرده حشره‌خوارهای جنگلی است.